# إميل فيليتش
إميل فيليتش (بالسلوفينية: Emil Velić)‏ هو لاعب كرة قدم بوسني وسلوفيني في مركز حراسة المرمى، ولد في 6 فبراير 1995 في سانسكي موست في البوسنة والهرسك. لعب مع FK Mladost Doboj Kakanj ‏.